# 郝和尚拔都
郝和尚拔都（1204年—1252年），金朝末年、蒙元初年太原（今山西太原）人，以小字行。
郝和尚拔都年幼时被蒙古兵所掠，于是留在蒙古军中。在郡王迄忒（怯台）部下，长大后通译语，善骑射。成吉思汗四次遣他出使南宋，以善辩著称。拖雷监国元年（1228年），任太原府主帅。窝阔台时，率兵南攻金朝陕西，略地有功，攻占潼关、陕州，授行军千户。以善战名，身有创痕二十一处。又从皇子闊出南攻宋朝，在襄阳汉水大战宋兵。1236年，从塔海绀卜征蜀，攻兴元，破剑阁，取夔府（今重庆奉节），抵长江。因功为宣德、西京、太原、平阳、延安五路万户。1248年，镇守太原。1249年，升万户府为河东北路行省，擢升他为河东北路行省事。

## 身后
去世后，追赠冀国公，谥忠定。

## 家族
郝和尚拔都有子十二人，知名者有：太原路軍民万户都总管郝天益，继承五路万户的郝仲威，鎮蛮都元帥、軍民宣慰使郝札剌不花，大都路总管兼府尹郝天举，陝西奥魯万户郝天祐，夔州路总管郝天泽，京兆等路諸軍奥魯万户郝天麟，河南江北行中書省平章政事郝天挺。